# Patrick van Olphen
Patrick van Olphen (Den Haag, 4 november 1961) is Nederlandse voormalig handballer en handbalcoach. 

## Biografie
Van Olphen speelde voor Hermes, Valencia, Sittardia en Quintus. Bij de laatste club werd hij na afsluiting van zijn spelerscarrière coach als opvolger van Jan Alma. Gedurende zijn spelerscarrière won hij tweemaal de landstitel en viermaal de nationale beker. Ook was hij coach van de dames van Hellas en bondscoach van Jong Oranje.
Tweemaal werd Van Olphen gekozen tot Nederlands handballer van het jaar, in 1991 en 1994. 
Van Olphen kwam tijdens zijn spelerscarrière kwam 222 keer uit voor het nationaal team. Tevens speelde hij op verschillende WK's, echter was dit nooit in de A-poule.
Op 4 april 1995 werd van Olphen benoemd tot Lid van Verdienste van het NHV.

## Privé
Patrick van Olphen heeft twee dochters. Sanne van Olphen, zijn jongste dochter, speelde ook handbal op hoog niveau. Zijn broer, Fabian van Olphen, speelde ook op hoog niveau handbal.